# Caloschemia pulchra
Caloschemia pulchra is een vlinder uit de familie Callidulidae. De wetenschappelijke naam is voor het eerst geldig gepubliceerd in 1878 door Butler.
De soort komt voor in tropisch Afrika.